# Cho Byung-Ok
Cho Byung-Ok es un deportista surcoreano que compitió en judo. Ganó una medalla de oro en el Campeonato Asiático de Judo de 1997 en la categoría de –86 kg.

## Palmarés internacional
| Campeonato Asiático | Campeonato Asiático | Campeonato Asiático | Campeonato Asiático |
| Año                 | Lugar               | Medalla             | Categoría           |
| ------------------- | ------------------- | ------------------- | ------------------- |
| 1997                | Manila (Filipinas)  | Medalla de oro      | –86 kg              |